# Nitrobacteraceae
Nitrobacteraceae – rodzina bakterii z rzędu Pseudomonadales opisana przez Buchanana w 1917. Uczestniczą w procesach przemiany azotu.
| Utleniany substrat  | Bakterie                 | Środowisko          |
| ------------------- | ------------------------ | ------------------- |
| Azot amonowy        | Nitrosomonas europaea    | gleba, woda, ścieki |
| Azot amonowy        | Nitrosospira briensis    | gleba               |
| Azot amonowy        | Nitrosococcus nitrosus   | gleba               |
| Azot amonowy        | Nitrosococcus oceanus    | wody morskie        |
| Azot amonowy        | Nitrosococcus mobilus    | wody morskie        |
| Azot amonowy        | Nitrosolobus multiformis | gleba, woda, ścieki |
| Azot amonowy        | Nitrosovibrio tenuis     | gleba               |
| Azot azotanowy(III) | Nitrobacter winogradskyi | gleba, woda, ścieki |
| Azot azotanowy(III) | Nitrospira gracilis      | wody morskie        |
| Azot azotanowy(III) | Nitrococcus mobilis      | wody morskie        |

## Rodzaje
- Nitrobacter
- Nitrosomonas